# Mobilizon
 (avril 2023).
Mobilizon est un logiciel libre d'organisation d'évènements et de gestion de groupes (Meet-up) lancé en octobre 2020 par Framasoft pour proposer une alternative libre aux plateformes des GAFAM, (Facebook, Meetup.com, EventBrite). Mobilizon a acquis assez rapidement une grande visibilité dans les cercles de hackers, mais aussi rapidement au sein de la scène culturelle européenne et plus récemment dans les médias informatiques grand public,.

## Fonctionnement
Les fonctionnalités proposées par Mobilizon au moment du lancement de version bêta en octobre 2019 sont les suivantes,, : 
- création de comptes, grâce à un email et un mot de passe ;
- réception de notifications par email ;
- création et gestion de plusieurs identités sur un même compte ;
- création, modification ou suppression des événements ;
  - à partir de l’identité qui vous a servi à créer l’événement ;
  - avec la possibilité de créer, conserver, modifier (et supprimer) des événements en mode brouillon ;
  - avec la possibilité de valider (ou refuser) manuellement les demandes de participation ;
  - que vous pouvez partager facilement sur vos réseaux ou par email ;
  - que vous pouvez ajouter à votre agenda.
- inscription à un événement en choisissant une de vos identités ;
- signalement des contenus problématiques à la modération de l’instance ;
- gestion des signalements de contenus problématiques.

Certaines instances visent un impact culturel et social spécifique avec le soutien de communautés multilingues, comme l'instance suisse qui prend en charge l'allemand, le français, l'anglais, le haut allemand suisse et l'italien.

## Historique
Le 14 mai 2019, l'association Framasoft a lancé une campagne de financement participatif afin, d'une part de vérifier l'intérêt de la communauté pour le projet, et d'autre part d'assurer le financement proprement dit. À la fin de la campagne, le 10 juillet 2019, l'objectif de participation était atteint avec plus de 58 000 € récoltés.
Une plateforme de test a été mise en ligne le 15 octobre 2019, afin de permettre aux personnes soutenant le projet de découvrir l'outil et de remonter les premières impressions du grand public.
La première version est prévue pour le 1er semestre 2020. 
Le 22 juin 2020, au moment de la sortie de la bêta3, la version 1 est repoussée à l'automne 2020.
Le 27 octobre 2020 la première version est officiellement lancée.
En 2021, il existe 81 instances de Mobilizon, en France et à l'international, dont les principales en termes d'utilisateurs sont Mobilizon.fr, Mobilizon.picasoft.net, Mobilize.berlin, Mobilizon.it et Keskonfai.fr.
En 2024, Framasoft annonce continuer de maintenir la V4 pour quelques mois, mais ne plus s'occuper du projet à l'avenir. Elle transmet le développement du projet à l'association Kaihuri, mainteneuse des instances Keskonfai.fr et kids.keskonfai.com.

## Technologies
Le logiciel est écrit dans le langage de programmation Elixir avec Phoenix, un framework léger tirant parti d'Elixir.
L'interface utilisateur est construite avec le framework VueJS.
Mobilizon n'est pas une plateforme géante, mais une multitude de sites web Mobilizon interconnectés, appelés instances, capables de communiquer entre elles grâce au protocole ActivityPub, un récent standard du W3C. Celui-ci permet aussi d’interagir avec d'autres logiciels composant le fédiverse tel que Mastodon, PeerTube, etc.